# Pałka EMS

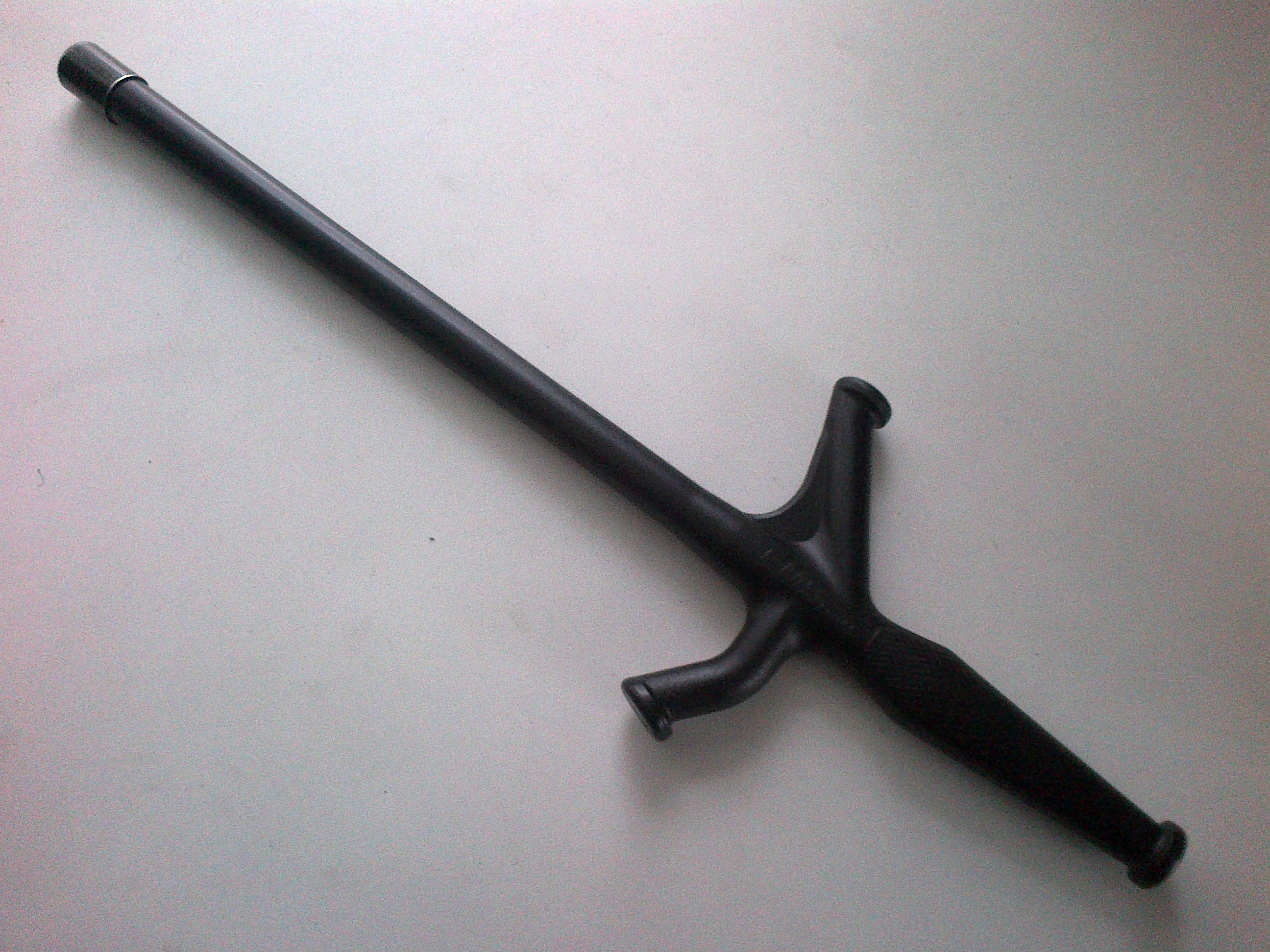
Pałka EMS (RRB) bez uchwytu

Pałka EMS – stworzona w USA przez firmę RRB Systems. Oryginalna – amerykańska nazwa tej pałki to Rapid Rotation Baton (RRB). W Polsce i Niemczech używa się nazwy EMS. Pałka jest wykorzystywana przez policję w USA i Niemczech. W Polsce tę pałkę na wyposażeniu posiada Straż Ochrony Kolei. Służy jako środek przymusu bezpośredniego (ŚPB), głównie do wykonywania chwytów obezwładniających oraz do dźwigni transportowych przy doprowadzaniu osób zatrzymanych np. do komendy policji. Pałka zakończona jest mosiężną wkręcaną końcówką, która służy do wybijania szyb.